# Çiçek Hatun
Çiçek Hatun (en turco otomano: خاتون چیچک‎; "flor") (Bursa, c.1442 — El Cairo, 3 de mayo de 1498) fue la consorte del sultán Mehmed II y madre de Şehzade Cem, pretendiente al trono otomano.

## Leyendas de Origen
Anteriormente, existía la leyenda de que Çiçek era una princesa francesa, hija de Luis XI y hermana de Carlos VIII. Supuestamente, estaba comprometida con Constantino, último emperador del Imperio Bizantino, pero fue hecha prisionera después de la Caída de Constantinopla. Cautivado por su belleza, Mehmed la llevó a su harén. Esta versión se basó en varios informes de cronistas e historiadores. Evliya Çelebi, que vivió 200 años después de los hechos, registró (probablemente rumores) que la hija del rey francés se metió en el harén de Mehmed. El viajero ruso, Chalkokondil escribió que Mehmed "estaba loco" por una chica francesa, aunque probablemente podría tratarse de otra mujer y no de ella. 
Hay varias versiones sobre el origen de Çiçek. Así, Guillaume Caursin escribió que la madre de Cem era una princesa serbia; algunos investigadores posteriores se adhirieron al mismo punto de vista: “ella provenía de la familia real de Serbia”, “dicen que era una princesa eslava”. Çiçek se atribuyó al origen veneciano y se suponía que ella le enseñó a su hijo el idioma italiano. Otra versión la llamó húngara y sobrina de Matthias Korvin.
Según Babinger, "se deduce de fuentes más fiables" que Çiçek Hatun procedía de una familia musulmana turca y tenía un hermano, Daya Ali Bey, que estaba al servicio del sultán. Esta versión también es dudosa: el nombre "Çiçek" sugiere que ella era una esclava. Su hermano podría convertirse en musulmán y entrar al servicio después de que su hermana fuera llevada al harén del sultán.  
La teoría más confiable y hoy origen más aceptado es el testimonio del historiador Ibn Ilyas, quien vivió en El Cairo al mismo tiempo que Çiçek, y posiblemente se reunió con ella. Escribió que Çiçek nació en Bursa, era hermana de Ali Bey y entró en el harén en 1459, como regalo al sultán. 

## Vida
Nació en Bursa en 1443 y era hermana de Ali Bey. Çiçek ingresó al harén de Mehmed a más tardar a principios de 1459, ya que el 22 de diciembre de 1459 dio a luz a su único hijo. Şehzade Cem se convirtió en Sanjak Bey de Konya tras la muerte de uno de sus hermanos mayores, Şehzade Mustafa en 1474.
El 3 de mayo de 1481, Mehmed II murió repentinamente. Cem y sus seguidores creían que debería convertirse en sultán a pesar de que Şehzade Bayezid era mayor. Apelaron en primer lugar al hecho de que Cem era el hijo predilecto de Mehmed, su provincia estaba más cerca de Estambul. En segundo lugar, argumentaron que Cem nació de Mehmed cuando ya era sultán, es decir, Cem era porfídico según las leyes del Imperio Bizantino, que también se convirtió en otomano debido al hecho de que Bizancio quedó bajo el dominio de los otomanos. El gobernador de Karaman, Mehmed Paşa, partidario de Cem, le envió un mensajero con la noticia de la muerte de su padre. Pero Bayezid también tenía partidarios: desafortunadamente para Cem, entre ellos estaban los gobernadores de Rumelia y Anatolia. Una carta con una advertencia sobre la muerte del sultán terminó en sus manos, y el 21 de mayo de 1481, Bayezid, antes que su hermano, llegó desde Amasya a Estambul, donde tomó el trono del sultán.
Después de la primera derrota de Şehzade Cem en la guerra de sucesión tras la muerte de su padre en 1481, Çiçek, Cem y el resto de la familia huyeron al Sultanato mameluco en El Cairo. De todos los miembros de la familia de Cem, Çiçek Hatun era su aliada más devoto. 
Gedik Ahmet Paşa, quien era el tutor de Cem, la apoyó para aceptar la entronización de su hermano mayor Bayezid. Aunque fue abandonado por su amo mientras servía a su madre, Çiçek.
En 1482, Cem sufrió una segunda derrota a manos de Bayezid II, huyó a Rodas, donde fue recibido por Pierre d'Aubison, Gran Maestre de la Orden de San Juan de Jerusalén y opositor del Imperio Otomano. Pierre d'Aubignon luego hace un tratado de paz con Bayezid, y luego se llega a un acuerdo por separado para la captura de Cem.

## Muerte
Çiçek, que permaneció en El Cairo con su nieta, a través de ella instó al sultán Kait-bey a liberar a Cem. Los detalles se conservan en la correspondencia de Cem con su madre. Los esfuerzos de Çiçek llamaron la atención de Bayezid, quien tomó medidas y prometió aumentar los pagos por mantener a Cem en cautiverio. Çiçek no abandonó sus intentos de liberar a su hijo durante muchos años. D'Aubuisson escribió cartas a Çiçek en nombre de Cem durante muchos años, extorsionándola todo lo que poseía. 
Çiçek murió el 3 de mayo de 1498 a causa de la peste y fue enterrada en El Cairo. El cuerpo de Cem, regresó de Nápoles, donde murió, y fue enterrado en la tumba de su hermano mayor, Mustafa.